# Marie-Julie Bonnin
Marie-Julie Bonnin (Bordeaux, 17 dicembre 2001) è un'astista francese.

## Biografia
Campionessa francese under 20 nel 2019, nello stesso anno conquistò la medaglia d'argento ai campionati europei under 20, saltando 4,16 metri, stabilendo il suo record personale fino a quel momento.
Nel giugno 2022 si classificò seconda ai campionati francesi, portando il suo miglior risultato a 4.50 metri. Ad agosto dello stesso anno esordì ai campionati europei senior, giungendo al sesto posto con la misura di 4,55 metri (suo attuale record personale).
Nel 2023 salì sul secondo gradino del podio ai Campionati del Mediterraneo under 23 indoor, mentre agli europei indoor di Istanbul non andò oltre il 16º posto nelle qualificazioni, non riuscendo quindi ad accedere alla finale. Nel luglio dello stesso anno conquistò la medaglia d'oro ai campionati europei under 23, svoltisi a Espoo in Finlandia. Ad agosto partecipò per la prima volta ai mondiali, svoltisi a Budapest, ma la sua avventura si concluse già alle qualificazioni, non riuscendo a saltare oltre a 4,35 metri.
Nel marzo del 2025 conquista la medaglia di bronzo agli europei indoor di Apeldoorn, per poi salire sul gradino più alto del podio ai mondiali indoor di Nanchino con la misura di 4,75 metri, eguagliando così il record nazionale francese.

## Progressione

### Salto con l'asta
| Stagione | Risultato | Luogo             | Data      | Rank. Mond. |
| -------- | --------- | ----------------- | --------- | ----------- |
| 2023     | 4,50 m    | Espoo             | 15-7-2023 |             |
| 2022     | 4,55 m    | Monaco di Baviera | 17-8-2022 | 30ª         |
| 2021     | 4,10 m    | Tolosa            | 17-9-2021 | 256ª        |
| 2020     | 4,03 m    | Talence           | 19-8-2020 | 145ª        |
| 2019     | 4,16 m    | Borås             | 21-7-2019 | 187ª        |
| 2018     | 4,10 m    | Bondoufle         | 21-7-2018 | 240ª        |
| 2017     | 3,80 m    | Angoulême         | 17-6-2017 | 643ª        |
| 2016     | 3,50 m    | Saint-Florentin   | 9-7-2016  | 1303ª       |

### Salto con l'asta indoor
| Stagione | Risultato | Luogo        | Data      | Rank. Mond. |
| -------- | --------- | ------------ | --------- | ----------- |
| 2022-23  | 4,45 m    | Roubaix      | 28-1-2023 | 35ª         |
| 2021-22  | 4,21 m    | Rouen        | 5-3-2022  | 119ª        |
| 2020-21  | 4,10 m    | Aubière      | 27-2-2021 | 155ª        |
| 2019-20  | 4,10 m    | Miramas      | 22-2-2020 | 180ª        |
| 2018-19  | 4,05 m    | Tolosa       | 2-2-2019  | 217ª        |
| 2017-18  | 3,75 m    | Val-de-Reuil | 25-2-2018 | 609ª        |
| 2016-17  | 3,55 m    | Niort        | 11-3-2017 | 968ª        |

## Palmarès
| Anno | Manifestazione                         | Sede      | Evento           | Risultato | Prestazione | Note                          |
| ---- | -------------------------------------- | --------- | ---------------- | --------- | ----------- | ----------------------------- |
| 2019 | Europei U20                            | Borås     | Salto con l'asta | Argento   | 4,16 m      | Miglior prestazione personale |
| 2022 | Europei                                | Monaco    | Salto con l'asta | 6ª        | 4,55 m      | Miglior prestazione personale |
| 2023 | Campionati del Mediterraneo U23 indoor | Valencia  | Salto con l'asta | Argento   | 4,35 m      | Miglior prestazione personale |
| 2023 | Europei indoor                         | Istanbul  | Salto con l'asta | 16ª (q)   | 4,30 m      |                               |
| 2023 | Europei U23                            | Espoo     | Salto con l'asta | Oro       | 4,50 m      | =                             |
| 2023 | Mondiali                               | Budapest  | Salto con l'asta | 29ª (q)   | 4,35 m      |                               |
| 2024 | Europei                                | Roma      | Salto con l'asta | 20ª (q)   | 4,40 m      |                               |
| 2024 | Giochi olimpici                        | Parigi    | Salto con l'asta | 11ª       | 4,60 m      |                               |
| 2025 | Europei indoor                         | Apeldoorn | Salto con l'asta | Bronzo    | 4,70 m      |                               |
| 2025 | Mondiali indoor                        | Nanchino  | Salto con l'asta | Oro       | 4,75 m      | =                             |

## Campionati nazionali
2022
- Argento ai campionati francesi, salto con l'asta - 4,50 m
- 7ª ai campionati francesi indoor, salto con l'asta - 4,20 m
- Oro ai campionati francesi under-23, salto con l'asta - 4,30 m

2023
- 4ª ai campionati francesi indoor, salto con l'asta - 4,30 m
- Oro ai campionati francesi under-23, salto con l'asta - 4,40 m

## Altre competizioni internazionali
2023
- 11ª al Meeting de Paris ( Parigi), salto con l'asta - 4,31 m